# Why? (Bronski Beat)
Why? is een nummer van de Britse new waveband Bronski Beat. Het is de tweede single van hun debuutalbum The Age of Consent uit 1984. Op 14 september dat jaar werd het nummer officieel op single uitgebracht.

## Achtergrond
Net als voorganger "Smalltown Boy", is ook "Why" een plaat tegen homo-vooroordelen. Ook deze plaat werd een wereldwijde hit. In thuisland het Verenigd Koninkrijk behaalde de plaat 6e positie in de UK Singles Chart. Ook in Ierland bereikte de plaat de 6e positie in de hitlijst.  
In Nederland was de plaat op donderdag 13 september 1984 TROS Paradeplaat op de befaamde TROS donderdag op Hilversum 3 en werd mede hierdoor een gigantische hit in de destijds drie landelijke hitlijsten op de nationale publieke popzender. De plaat bereikte de 2e positie in de Nederlandse Top 40 en de 3e positie in de TROS Top 50. In de Nationale Hitparade werd de 6e positie behaald. In de Europese hitlijst op Hilversum 3, de TROS Europarade, bereikte de plaat de 4e positie.
In België bereikte de single de 3e positie in zowel de voorloper van de Vlaamse Ultratop 50 als de Vlaamse Radio 2 Top 30. In Wallonië werd géén notering behaald.
In de sinds december 1999 jaarlijks uitgezonden NPO Radio 2 Top 2000 van de Nederlandse publieke radiozender NPO Radio 2 stond de plaat uitsluitend in 2000 en van 2002 t/m 2008 in de lijst der lijsten genoteerd, met als hoogste notering een 1280e positie in 2003.

## NPO Radio 2 Top 2000
| Nummer met noteringen in de NPO Radio 2 Top 2000 | '00  | '01 | '02  | '03  | '04  | '05  | '06  | '07  | '08  |
| ------------------------------------------------ | ---- | --- | ---- | ---- | ---- | ---- | ---- | ---- | ---- |
| Why?                                             | 1304 | -   | 1288 | 1280 | 1814 | 1936 | 1850 | 1925 | 1739 |

1. ↑  Een '-' betekent dat het nummer niet was genoteerd en een vetgedrukt getal geeft de hoogste notering aan.
2. ↑  2000 was het eerste jaar met een notering voor dit nummer.
3. ↑  Deze tabel is bijgewerkt tot en met de laatste editie (2024).